# Azzo Alidosi
Azzo Alidiosi fou fill de Roberto Alidosi. Fou armat cavaller el 1361 i fou governador de Fermo (1360-1361). Fou senyor i vicari pontifici d'Imola del 1362 al 1363 quan fou expulsat per Rinaldo Bulgarelli amb el suport del cardenal Albornoz, però va recuperar el poder el 1365 i per butlla del Papa Urbà V del 2 d'abril de 1365 va obtenir en comú la senyoria sobre Castel del Rio, Monte del Fine i Castiglione el 1366. Es va casar amb Rengarda Manfredi dels senyors sobirans de Farenza i amb Margherita di Castelbarco. Va morir el 1372.